# Liga de las Américas 2019
La Liga de las Américas 2019, por razones de patrocinio DirecTV Liga de las Américas 2019, fue la decimosegunda edición del certamen continental de basketball más importante a nivel de clubes en América, organizado por FIBA Américas.
Comenzó el 18 de enero con uno de los cuatro grupos de la primera fase.

## Modo de disputa
El torneo estuvo dividido en tres etapas, la preliminar, donde participaron todos los equipos, las semifinales, donde participaron ocho equipos clasificados mediante la anterior etapa, y el cuadrangular final, donde participaron cuatro equipos clasificados de la anterior etapa.
Ronda preliminar
Los dieciséis participantes se dividieron en cuatro grupos de cuatro equipos cada uno, que disputaron en sedes designadas encuentros contra los rivales de su grupo. Los dos mejores equipos de cada grupo avanzaron de fase. Se otorgaron dos puntos por partido ganado y un punto por derrota, y para empate entre dos o más equipos se usó el "sistema olímpico", que consiste en tener en cuenta los resultados entre los equipos empatados, siendo favorable al equipo que resultó con mejor récord.
- Grupo A: 18, 19 y 20 de enero, en São Paulo, Brasil.[2]
- Grupo B: 25, 26 y 27 de enero, en México DF, México.[2]
- Grupo C: 1, 2, y 3 de febrero, en Valdivia, Chile.[2]
- Grupo D: 8, 9, y 10 de febrero, en Ponce, Puerto Rico.[2]

Semifinales
Con formato similar a la fase previa, los ocho equipos clasificados de la ronda preliminar se dividieron en dos grupos de cuatro equipos cada uno, también en sedes designadas. Se utilizó la misma reglamentación que en la fase previa. Avanzaron dos equipos por grupo.
- Grupo E: 8, 9 y 10 de marzo, en Franca, Brasil.[3]
- Grupo F: 15, 16 y 17 de marzo, en Buenos Aires, Argentina.[4]

Ronda final
Los cuatro equipos clasificados se emparejaron de manera tal que el primero de cada grupo se enfrentó al segundo del otro. Los ganadores avanzaron a la final por el título mientras que los perdedores definieron el tercer puesto.
- 30 y 31 de marzo, en Buenos Aires, Argentina.[5]

## Equipos participantes

### Plazas
| FIBA Américas: - Argentina: 1 cupo. - Brasil : 1 cupo. - Nicaragua: 1 cupo. | Zona Norte: - México: 2 cupos. - Puerto Rico: 2 cupos. - Panamá: 1 cupo. | Zona Sur: - Argentina: 2 cupos. - Brasil: 2 cupos. - Chile: 1 cupo. - Colombia: 1 cupo. - Uruguay: 1 cupo. - Venezuela: 1 cupo. |

### Equipos
Fuente: Web oficial (enlace roto disponible en Internet Archive; véase el historial, la primera versión y la última).
| País                  | Equipo                                                                       | Vía de clasificación                                                 |
| --------------------- | ---------------------------------------------------------------------------- | -------------------------------------------------------------------- |
| FIBA Américas 2 cupos | San Lorenzo (BA) Franca BC                                                   | Campeón de la Liga de las Américas 2018. Campeón en la LSC 2018      |
| Argentina 2 cupos     | San Martín (C) Atenas                                                        | Subcampeón de la LNB 2017-18. Mejor ubicado en la LNB 2017-18.       |
| Brasil 2 cupos        | CA Paulistano Mogi das Cruzes                                                | Campeón del NBB 2017-18. Subcampeón del NBB 2017-18.                 |
| Chile 1 cupo          | Las Ánimas de Valdivia                                                       | Campeón de la LNB 2017-18.                                           |
| Colombia 1 cupo       | Titanes de Barranquilla                                                      | Campeón de la LCB 2018                                               |
| México 2 cupos        | Soles de Mexicali Capitanes de la Ciudad de México Libertadores de Querétaro | Campeón de la LNBP 2017-18. Subcampeón de la LNBP 2017-18. Invitado. |
| Nicaragua 1 cupo      | Real Estelí                                                                  | Campeón del COCABA 2018.                                             |
| Panamá 1 cupo         | Universitarios                                                               | Campeón de la LPB 2018.                                              |
| Puerto Rico 2 cupos   | Capitanes de Arecibo Leones de Ponce                                         | —                                                                    |
| Uruguay 1 cupo        | Malvín                                                                       | Campeón de la LUB 2017-18.                                           |
| Venezuela 1 cupo      | Guaros de Lara                                                               | Campeón de la LPBV 2018.                                             |

Notas
1. 1 2  El campeón de la LNB 2017-18 en Argentina fue San Lorenzo, que ya había clasificado al torneo como campeón vigente. Entraron los dos siguientes equipos por parte del país.

## Ronda preliminar

### Grupos
| Grupo A                 | Grupo B                          | Grupo C                | Grupo D              |
| ----------------------- | -------------------------------- | ---------------------- | -------------------- |
| CA Paulistano           | Capitanes de la Ciudad de México | Mogi das Cruzes        | Capitanes de Arecibo |
| Atenas                  | Soles de Mexicali                | San Lorenzo (BA)       | Guaros de Lara       |
| Malvín                  | Franca BC                        | San Martín (C)         | Universitarios       |
| Titanes de Barranquilla | Real Estelí                      | Las Ánimas de Valdivia | Leones de Ponce      |

#### Grupo A
| Pos. | Equipo                  | Pts | PJ | PG | PP | PF  | PC  | Dif |
| ---- | ----------------------- | --- | -- | -- | -- | --- | --- | --- |
| 1.   | CA Paulistano           | 6   | 3  | 3  | 0  | 262 | 180 | +82 |
| 2.   | Atenas                  | 4   | 3  | 1  | 2  | 217 | 227 | -10 |
| 3.   | Malvín                  | 4   | 3  | 1  | 2  | 214 | 253 | -39 |
| 4.   | Titanes de Barranquilla | 4   | 3  | 1  | 2  | 231 | 284 | -53 |

|  | Clasificado a la siguiente fase del torneo. |

Los horarios correspondieron al huso horario de verano de São Paulo, UTC –2:00.
| 18 de enero | Atenas                                | 78–66   | Malvín | São Paulo, Brasil |  |
|             | Parciales: 20–15, 16–12, 24–17, 18–22 |         |        |                   |  |
|             |                                       | Reporte |        | Árbitros:         |  |

| 18 de enero | CA Paulistano                        | 102–55  | Titanes de Barranquilla | São Paulo, Brasil |  |
|             | Parciales: 23–15, 29–7, 28–14, 22–19 |         |                         |                   |  |
|             |                                      | Reporte |                         | Árbitros:         |  |

| 19 de enero | Titanes de Barranquilla               | 79–76   | Atenas | São Paulo, Brasil |  |
|             | Parciales: 18–12, 16–19, 25–21, 20–24 |         |        |                   |  |
|             |                                       | Reporte |        | Árbitros:         |  |

| 19 de enero | Malvín                                | 62–78   | CA Paulistano | São Paulo, Brasil |  |
|             | Parciales: 22–23, 12–15, 11–17, 17–23 |         |               |                   |  |
|             |                                       | Reporte |               | Árbitros:         |  |

| 20 de enero | Malvín                                              | 106–97  | Titanes de Barranquilla | São Paulo, Brasil |  |
|             | Parciales: 16–13, 26–15, 18–19, 22–35 (T.E.: 24–15) |         |                         |                   |  |
|             |                                                     | Reporte |                         | Árbitros:         |  |

| 20 de enero | CA Paulistano                         | 82–63   | Atenas | São Paulo, Brasil |  |
|             | Parciales: 16–14, 21–14, 24–12, 21–23 |         |        |                   |  |
|             |                                       | Reporte |        | Árbitros:         |  |

#### Grupo B
| Pos. | Equipo                           | Pts | PJ | PG | PP | PF  | PC  | Dif |
| ---- | -------------------------------- | --- | -- | -- | -- | --- | --- | --- |
| 1.   | Franca BC                        | 6   | 3  | 3  | 0  | 285 | 224 | +61 |
| 2.   | Capitanes de la Ciudad de México | 5   | 3  | 2  | 1  | 254 | 246 | +8  |
| 3.   | Soles de Mexicali                | 4   | 3  | 1  | 2  | 225 | 249 | -24 |
| 4.   | Real Estelí                      | 3   | 3  | 0  | 3  | 235 | 280 | -45 |

|  | Clasificado a la siguiente fase del torneo. |

Los horarios correspondieron al huso horario de verano de México DF, UTC –6:00.
| 25 de enero | Franca BC                             | 91–68   | Soles de Mexicali | México DF, México |  |
|             | Parciales: 29–14, 19–20, 19–23, 24–11 |         |                   |                   |  |
|             |                                       | Reporte |                   | Árbitros:         |  |

| 25 de enero | Capitanes                             | 93–82   | Real Estelí | México DF, México |  |
|             | Parciales: 27–18, 17–14, 17–31, 32–19 |         |             |                   |  |
|             |                                       | Reporte |             | Árbitros:         |  |

| 26 de enero | Real Estelí                           | 70–100  | Franca BC | México DF, México |  |
|             | Parciales: 14–22, 14–23, 21–27, 21–28 |         |           |                   |  |
|             |                                       | Reporte |           | Árbitros:         |  |

| 26 de enero | Soles de Mexicali                     | 70–75   | Capitanes | México DF, México |  |
|             | Parciales: 18–24, 17–17, 19–13, 16–21 |         |           |                   |  |
|             |                                       | Reporte |           | Árbitros:         |  |

| 27 de enero | Soles de Mexicali                     | 87–83   | Real Estelí | México DF, México |  |
|             | Parciales: 18–25, 23–23, 22–18, 24–17 |         |             |                   |  |
|             |                                       | Reporte |             | Árbitros:         |  |

| 27 de enero | Capitanes                             | 86–94   | Franca BC | México DF, México |  |
|             | Parciales: 22–24, 27–19, 25–19, 12–32 |         |           |                   |  |
|             |                                       | Reporte |           | Árbitros:         |  |

#### Grupo C
| Pos. | Equipo          | Pts | PJ | PG | PP | PF  | PC  | Dif |
| ---- | --------------- | --- | -- | -- | -- | --- | --- | --- |
| 1.   | San Lorenzo     | 6   | 3  | 3  | 0  | 267 | 207 | +60 |
| 2.   | CD Las Ánimas   | 5   | 3  | 2  | 1  | 252 | 271 | -19 |
| 3.   | San Martín (C)  | 4   | 3  | 1  | 2  | 211 | 215 | -4  |
| 4.   | Mogi das Cruzes | 3   | 3  | 0  | 3  | 254 | 291 | -37 |

|  | Clasificado a la siguiente fase del torneo. |

Los horarios correspondieron al huso horario de verano de Valdivia, UTC –3:00.
| 1 de febrero | San Lorenzo                           | 103–78  | Mogi Das Cuzes | Valdivia, Chile                               |  |
|              | Parciales: 24–23, 24–18, 32–24, 23–13 |         |                |                                               |  |
|              |                                       | Reporte |                | Pabellón: Coliseo Antonio Azurmendi Árbitros: |  |

| 1 de febrero | CD Las Ánimas                         | 74–72   | San Martín (C) | Valdivia, Chile                               |  |
|              | Parciales: 12–10, 16–16, 22–24, 24–22 |         |                |                                               |  |
|              |                                       | Reporte |                | Pabellón: Coliseo Antonio Azurmendi Árbitros: |  |

| 2 de febrero | San Martín (C)                        | 59–71   | San Lorenzo | Valdivia, Chile                               |  |
|              | Parciales: 22–16, 12–13, 13–22, 12–20 |         |             |                                               |  |
|              |                                       | Reporte |             | Pabellón: Coliseo Antonio Azurmendi Árbitros: |  |

| 2 de febrero | Mogi Das Cruzes                                   | 106–108 | CD Las Ánimas | Valdivia, Chile                               |  |
|              | Parciales: 23–22, 23–22, 19–31, 22–12 (T.E.: 7–9) |         |               |                                               |  |
|              |                                                   | Reporte |               | Pabellón: Coliseo Antonio Azurmendi Árbitros: |  |

| 3 de febrero | Mogi Das Cruzes                       | 70–80   | San Martín (C) | Valdivia, Chile                               |  |
|              | Parciales: 18–23, 12–21, 20–23, 20–13 |         |                |                                               |  |
|              |                                       | Reporte |                | Pabellón: Coliseo Antonio Azurmendi Árbitros: |  |

| 3 de febrero | CD Las Ánimas                         | 70–93 | San Lorenzo | Valdivia, Chile                               |
|              | Parciales: 20–20, 15–21, 18–27, 17–25 |       |             |                                               |
|              |                                       |       |             | Pabellón: Coliseo Antonio Azurmendi Árbitros: |

#### Grupo D
| Pos. | Equipo                    | Pts | PJ | PG | PP | PF  | PC  | Dif |
| ---- | ------------------------- | --- | -- | -- | -- | --- | --- | --- |
| 1.   | Guaros de Lara            | 6   | 3  | 3  | 0  | 259 | 245 | +14 |
| 2.   | Capitanes de Arecibo      | 5   | 3  | 2  | 1  | 261 | 252 | +9  |
| 3.   | Libertadores de Querétaro | 4   | 3  | 1  | 2  | 272 | 287 | -15 |
| 4.   | Leones de Ponce           | 3   | 3  | 0  | 3  | 281 | 289 | -8  |

|  | Clasificado a la siguiente fase del torneo. |

Los horarios correspondieron al huso horario de verano de Ponce, UTC –4:00.
| 8 de febrero | Capitanes de Arecibo                  | 81–84   | Guaros de Lara | Ponce, Puerto Rico |  |
|              | Parciales: 17–19, 15–23, 24–18, 25–24 |         |                |                    |  |
|              |                                       | Reporte |                | Árbitros:          |  |

| 8 de febrero | Leones de Ponce                       | 109–112 | Libertadores de Querétaro | Ponce, Puerto Rico |  |
|              | Parciales: 25–34, 24–22, 22–26, 38–30 |         |                           |                    |  |
|              |                                       | Reporte |                           | Árbitros:          |  |

| 9 de febrero | Libertadores de Querétaro             | 75–86   | Capitanes de Arecibo | Ponce, Puerto Rico |  |
|              | Parciales: 16–25, 20–26, 26–20, 13–15 |         |                      |                    |  |
|              |                                       | Reporte |                      | Árbitros:          |  |

| 9 de febrero | Guaros de Lara                        | 83–79   | Leones de Ponce | Ponce, Puerto Rico |  |
|              | Parciales: 24–15, 16–17, 23–11, 20–36 |         |                 |                    |  |
|              |                                       | Reporte |                 | Árbitros:          |  |

| 10 de febrero | Guaros de Lara                        | 92–85   | Libertadores de Querétaro | Ponce, Puerto Rico |  |
|               | Parciales: 20–14, 29–25, 19–22, 24–24 |         |                           |                    |  |
|               |                                       | Reporte |                           | Árbitros:          |  |

| 10 de febrero | Leones de Ponce                       | 93–94   | Capitanes de Arecibo | Ponce, Puerto Rico |  |
|               | Parciales: 26–14, 18–26, 24–30, 25–24 |         |                      |                    |  |
|               |                                       | Reporte |                      | Árbitros:          |  |

## Semifinales
El Grupo E (Semifinal #1), se disputará del 8 al 10 de marzo en el Gimnasio Pedroçao de Franca, Brasil, sede del Franca Basquetebol Clube; mientras que el Grupo F (Semifinal #2), se disputará del 15 al 17 de marzo en el Polideportivo Roberto Pando de Buenos Aires, Argentina, sede del Club Atlético San Lorenzo de Almagro.

### Grupos
| Grupo E                          | Grupo F                |
| -------------------------------- | ---------------------- |
| Atenas                           | San Lorenzo (BA)       |
| CA Paulistano                    | Las Ánimas de Valdivia |
| Capitanes de la Ciudad de México | Guaros de Lara         |
| Franca BC                        | Capitanes de Arecibo   |

#### Grupo E
| Pos. | Equipo                           | Pts | PJ | PG | PP | PF  | PC  | Dif |
| ---- | -------------------------------- | --- | -- | -- | -- | --- | --- | --- |
| 1.   | CA Paulistano                    | 6   | 3  | 3  | 0  | 275 | 231 | 44  |
| 2.   | Capitanes de la Ciudad de México | 5   | 3  | 2  | 1  | 253 | 246 | 7   |
| 3.   | Franca BC                        | 4   | 3  | 1  | 2  | 255 | 243 | 12  |
| 4.   | Atenas                           | 3   | 3  | 0  | 3  | 219 | 282 | -63 |

|  | Clasificado al Final Four. |

Los horarios correspondieron al huso horario de Franca, UTC –3:00.
| 8 de marzo, 19:10 | Franca BC                                                     | 99–77                | Atenas                                                                   | Franca, Brasil                        |  |
|                   | Parciales: 34–17, 20–20, 24–21, 21–19                         |                      |                                                                          |                                       |  |
|                   | Estadísticas Lucas Dias (18) Lucas Cipolini (8) Elio Neto (9) | Reporte Pts Reb Asts | Estadísticas Xavier Roberson (13) Walter Herrmann (5) Franco Baralle (3) | Pabellón: Gimnasio Pedroçao Árbitros: |  |

| 8 de marzo, 21:30 | CA Paulistano                         | 98–81   | Capitanes | Franca, Brasil                        |  |
|                   | Parciales: 32–14, 17–17, 15–22, 34–28 |         |           |                                       |  |
|                   |                                       | Reporte |           | Pabellón: Gimnasio Pedroçao Árbitros: |  |

| 9 de marzo, 19:10 | Capitanes                             | 79–74   | Franca BC | Franca, Brasil                        |  |
|                   | Parciales: 26–22, 15–13, 19–21, 18–18 |         |           |                                       |  |
|                   |                                       | Reporte |           | Pabellón: Gimnasio Pedroçao Árbitros: |  |

| 9 de marzo, 21:30 | Atenas                                | 68–90   | CA Paulistano | Franca, Brasil                        |  |
|                   | Parciales: 10–29, 25–20, 14–17, 19–24 |         |               |                                       |  |
|                   |                                       | Reporte |               | Pabellón: Gimnasio Pedroçao Árbitros: |  |

| 10 de marzo, 19:10 | Franca BC                             | 82–87   | CA Paulistano | Franca, Brasil                        |  |
|                    | Parciales: 20–20, 13–18, 26–20, 23–29 |         |               |                                       |  |
|                    |                                       | Reporte |               | Pabellón: Gimnasio Pedroçao Árbitros: |  |

| 10 de marzo, 21:30 | Capitanes                             | 93–74   | Atenas | Franca, Brasil                        |  |
|                    | Parciales: 28–14, 15–14, 27–21, 23–25 |         |        |                                       |  |
|                    |                                       | Reporte |        | Pabellón: Gimnasio Pedroçao Árbitros: |  |

#### Grupo F
| Pos. | Equipo               | Pts | PJ | PG | PP | PF  | PC  | Dif |
| ---- | -------------------- | --- | -- | -- | -- | --- | --- | --- |
| 1.   | Guaros de Lara       | 6   | 3  | 3  | 0  | 245 | 209 | 36  |
| 2.   | San Lorenzo          | 5   | 3  | 2  | 1  | 241 | 181 | 60  |
| 3.   | Capitanes de Arecibo | 4   | 3  | 1  | 2  | 228 | 254 | –26 |
| 4.   | CD Las Ánimas        | 3   | 3  | 0  | 3  | 186 | 256 | –70 |

|  | Clasificado al Final Four. |

Los horarios correspondieron al huso horario de Buenos Aires, UTC –3:00.
| 15 de marzo, 19:10 | Guaros de Lara                                                            | 90–88                | Capitanes de Arecibo                                               | Buenos Aires, Argentina                                                                           |  |
|                    | Parciales: 25–18, 17–20, 26–21, 22–29                                     |                      |                                                                    |                                                                                                   |  |
|                    | Estadísticas Néstor Colmenares (15) Justin Williams (11) Rodney Green (5) | Reporte Pts Reb Asts | Estadísticas Andre Emmett (29) Andre Emmett (8) Denis Clemente (6) | Pabellón: Polideportivo Roberto Pando Árbitros: Cristiano Maranho Alejandro Sánchez Andrés Bartel |  |

| 15 de marzo, 21:30 | San Lorenzo                                                        | 89–53                | CD Las Ánimas                                                           | Buenos Aires, Argentina                                                                  |  |
|                    | Parciales: 24–27, 24–5, 19–14, 22–7                                |                      |                                                                         |                                                                                          |  |
|                    | Estadísticas Donald Sims (13) Marcos Mata (7) Máximo Fjellerup (5) | Reporte Pts Reb Asts | Estadísticas Brandon Robinson (19) Arnold Louis (12) Franco Morales (2) | Pabellón: Polideportivo Roberto Pando Árbitros: Omar Bermúdez Julio Anaya Carlos Peralta |  |

| 16 de marzo, 19:10 | CD Las Ánimas                                                            | 64–89                | Guaros de Lara                                                         | Buenos Aires, Argentina                                                                  |  |
|                    | Parciales: 18–29, 18–21, 15–24, 13–15                                    |                      |                                                                        |                                                                                          |  |
|                    | Estadísticas Johnathan Moore (19) Olintho Pereira (9) Franco Morales (3) | Reporte Pts Reb Asts | Estadísticas Aaron Harper (18) Justin Williams (10) Gregory Vargas (7) | Pabellón: Polideportivo Roberto Pando Árbitros: Omar Bermúdez Julio Anaya Carlos Peralta |  |

| 16 de marzo, 21:30 | Capitanes de Arecibo                                          | 62–95                | San Lorenzo                                                          | Buenos Aires, Argentina                                                                         |  |
|                    | Parciales: 12–28, 15–25, 12–16, 23–26                         |                      |                                                                      |                                                                                                 |  |
|                    | Estadísticas Victor Rudd (15) Victor Rudd (5) Trey Gilder (2) | Reporte Pts Reb Asts | Estadísticas Jerome Meyinsse (23) Dar Tucker (9) Nicolás Aguirre (9) | Pabellón: Polideportivo Roberto Pando Árbitros: Cristiano Maranho Michael Weiland Andrés Bartel |  |

| 17 de marzo, 19:10 | Capitanes de Arecibo                  | 78–69 | CD Las Ánimas | Buenos Aires, Argentina                                                                     |
|                    | Parciales: 21–19, 19–13, 18–15, 20–22 |       |               |                                                                                             |
|                    |                                       |       |               | Pabellón: Polideportivo Roberto Pando Árbitros: Alejandro Sánchez Andrés Bartel Julio Anaya |

| 17 de marzo, 21:30 | San Lorenzo                           | 57–66 | Guaros de Lara | Buenos Aires, Argentina                                                                         |
|                    | Parciales: 14–17, 12–17, 15–14, 16–18 |       |                |                                                                                                 |
|                    |                                       |       |                | Pabellón: Polideportivo Roberto Pando Árbitros: Cristiano Maranho Michael Weiland Omar Bermudez |

## Final Four
Esta etapa final concentra a los dos mejores de los 2 cuadrangulares que integraron la fase semifinal de esta edición del torneo.
|  | Semifinales                      | Semifinales                      | Semifinales    |                |             | Final                            | Final                            | Final        |  |
|  |                                  |                                  |                |                |             |                                  |                                  |              |  |
|  |                                  |                                  |                |                |             |                                  |                                  |              |  |
|  | CA Paulistano                    | CA Paulistano                    | 58             |                |             |                                  |                                  |              |  |
|  | CA Paulistano                    | CA Paulistano                    | 58             |                |             |                                  |                                  |              |  |
|  | San Lorenzo                      | San Lorenzo                      | 76             |                |             |                                  |                                  |              |  |
|  | San Lorenzo                      | San Lorenzo                      | 76             |                | San Lorenzo | San Lorenzo                      | 64                               |              |  |
|  |                                  |                                  |                |                | San Lorenzo | San Lorenzo                      | 64                               |              |  |
|  |                                  |                                  | Guaros de Lara | Guaros de Lara | 61          |                                  |                                  |              |  |
|  | Guaros de Lara                   | Guaros de Lara                   | Guaros de Lara | Guaros de Lara | 61          | 81                               |                                  |              |  |
|  | Guaros de Lara                   | Guaros de Lara                   |                |                |             | 81                               |                                  |              |  |
|  | Capitanes de la Ciudad de México | Capitanes de la Ciudad de México | 66             |                |             | Tercer lugar                     | Tercer lugar                     | Tercer lugar |  |
|  | Capitanes de la Ciudad de México | Capitanes de la Ciudad de México | 66             |                |             | Tercer lugar                     | Tercer lugar                     | Tercer lugar |  |
|  |                                  |                                  |                |                |             |                                  |                                  |              |  |
|  |                                  |                                  |                |                |             | CA Paulistano                    | CA Paulistano                    | 100          |  |
|  |                                  |                                  |                |                |             | CA Paulistano                    | CA Paulistano                    | 100          |  |
|  |                                  |                                  |                |                |             | Capitanes de la Ciudad de México | Capitanes de la Ciudad de México | 78           |  |
|  |                                  |                                  |                |                |             | Capitanes de la Ciudad de México | Capitanes de la Ciudad de México | 78           |  |
|  |                                  |                                  |                |                |             |                                  |                                  |              |  |

### Semifinales
Los horarios correspondieron al huso horario de Buenos Aires, UTC -3:00.
| 30 de marzo, 19:10 | Guaros de Lara                       | 81–66   | Capitanes | Buenos Aires, Argentina               |  |
|                    | Parciales: 18–22, 15–9, 20–23, 28–12 |         |           |                                       |  |
|                    |                                      | Reporte |           | Pabellón: Polideportivo Roberto Pando |  |

| 30 de marzo, 21:30 | CA Paulistano                         | 58–76   | San Lorenzo | Buenos Aires, Argentina               |  |
|                    | Parciales: 13–22, 12–24, 21–16, 12–14 |         |             |                                       |  |
|                    |                                       | Reporte |             | Pabellón: Polideportivo Roberto Pando |  |

### Definición del tercer lugar
Los horarios correspondieron al huso horario de Buenos Aires, UTC -3:00.
| 31 de marzo, 19:10 | CA Paulistano                         | 100–78  | Capitanes | Buenos Aires, Argentina               |  |
|                    | Parciales: 23–14, 27–25, 28–19, 22–20 |         |           |                                       |  |
|                    |                                       | Reporte |           | Pabellón: Polideportivo Roberto Pando |  |

### Final
Los horarios correspondieron al huso horario de , UTC -3:00.
| 31 de marzo, 21:30 | San Lorenzo                          | 64–61   | Guaros de Lara | Buenos Aires, Argentina               |  |
|                    | Parciales: 20–20, 13–23, 17–10, 14–8 |         |                |                                       |  |
|                    |                                      | Reporte |                | Pabellón: Polideportivo Roberto Pando |  |

San Lorenzo

Campeón

Segundo título